# الانتخابات البرلمانية في أندلوسيا 1994
الانتخابات البرلمانية الأندلسية 1994 هي الانتخابات الرئاسية التي جرت في 12 يونيو 1994، لانتخاب رئيس مجلس أندلوسيا ‏
عضو برلمان أندلوسيا، فاز بالانتخابات مانويل تشافيس.